# Boussières
Boussières – miejscowość i gmina we Francji, w regionie Burgundia-Franche-Comté, w departamencie Doubs.
Według danych na rok 1990 gminę zamieszkiwało 837 osób, a gęstość zaludnienia wynosiła 150 osób/km² (wśród 1786 gmin Franche-Comté Boussières plasuje się na 197. miejscu pod względem liczby ludności, natomiast pod względem powierzchni na miejscu 759.).